# Euclastes meridionalis
Euclastes meridionalis es una especie de tortuga marina fósil ya extinta que vivió durante principios del Paleógeno en lo que hoy es Argentina.

## Descripción
Se caracteriza por poseer un paladar secundario extremadamente extenso, mandíbula ancha y plana y sínfisis notablemente baja y plana "similar a una pala", en comparación con otros quelonidios y también otras especies del género

## Paleoambiente
Los ejemplares de E. meridionalis fueron encontrados en estratos Danienses de la Formación Jagüel, una unidad litoestratigráfica incluida en el Grupo Malargüe. En la Formación Jagüel los sedimentos son un conjunto monótono de pelitas (arcilitas, limolitas, limoarcilitas) de colores verde oliva y amarillento, atravesadas por guías delgadas de yeso fibroso. Los afloramientos de la Formación Jagüel corresponden a sedimentos marinos marginales y poco profundos depositados por una inundación atlántica producida durante la transición entre el Cretácico y el Paleógeno, más específicamente durante el Maastrichtiense y el Daniense. Los restos de Euclastes meridionalis se encuentran justo por encima del límite K/Pg (Cretácico-Paleógeno) en el cual ocurrió la extinción finicretácica. Las tortugas son uno de los pocos reptiles que no se extinguieron a finales del Cretácico, cosa que si ocurrió con prácticamente todos los demás grupos de reptiles marinos y los dinosaurios no-avianos, como así también importantes grupos de invertebrados.